# Rivière du Douze
Pour les articles homonymes, voir Douze (homonymie).
La rivière du Douze est un affluent de la rivière à la Roche (rivière Daaquam), coulant entièrement dans la municipalité de Sainte-Sabine, dans la municipalité régionale de comté (MRC) Les Etchemins, dans la région administrative de Chaudière-Appalaches, au Sud du Québec, au Canada.
Ce ruisseau coule en zones forestières et agricoles. Ce cours d'eau débute au sud-est du village de Sainte-Sabine.

## Géographie
La  rivière du Douze prend sa source d’un ruisseau de montagne, dans les Monts Notre-Dame, dans la zone Sud de la rue des Érables. Cette source est située à 1,5 km au Sud-Ouest du centre du village de Sainte-Sabine.
À partir de sa source, la rivière du Douze coule sur 4,3 km selon les segments suivants :
- 2,0 km vers le Sud-Est, jusqu'au rang Saint-Henri ;
- 2,0 km vers le Sud-Est, jusqu'à la limite de la municipalité de la paroisse de Sainte-Sabine ;
- 0,3 km vers l’Est, jusqu'à la confluence de la rivière[1].

La rivière du Douze se déverse sur la rive Sud-Ouest de la rivière à la Roche (rivière Daaquam). Cette confluence est située à :
- 6,0 km au Nord du centre du village de Sainte-Justine ;
- 3,3 km au Sud-Est du centre du village de Sainte-Sabine ;
- 15,4 km au Nord-Ouest de la frontière canado-américaine.

À partir de la confluence de la rivière du Douze, la rivière à la Roche (rivière Daaquam) coule vers le Sud-Est jusqu’à la rive Nord de la rivière Daaquam. Le courant de la rivière Daaquam coule à son tour vers le Nord-Est jusqu'à la Rivière Saint-Jean Nord-Ouest laquelle coule vers l'est jusqu'au fleuve Saint-Jean. Ce dernier coule vers l'Est et le Nord-Est en traversant le Maine, puis vers l'Est et le Sud-Est en traversant le Nouveau-Brunswick. Finalement le fleuve Saint-Jean se déverse sur la rive Nord de la Baie de Fundy laquelle s'ouvre vers le Sud-Ouest à l'Océan Atlantique.

## Toponymie
Le terme "Onze" dans le toponyme "rivière du Onze" se réfère au 11e rang de Sainte-Justine. Tandis que le terme "Douze" dans le toponyme "rivière du Douze" se réfère au 12e rang de Sainte-Sabine. Ces deux rivières coulent l'une au Nord et l'autre au Sud d'une montagne dont le sommet atteint 480 m lequel est situé à 3,4 km à l'Ouest de Sainte-Sabine-Station. Ces deux rivières sont des affluents de la rive Sud-Ouest de la rivière à la Roche (rivière Daaquam). Leur confluence respective sont à une distance de 2,1 km.
Le toponyme "rivière du Douze" a été officialisé le 21 août 1986 à la Commission de toponymie du Québec.